# بزل السلى

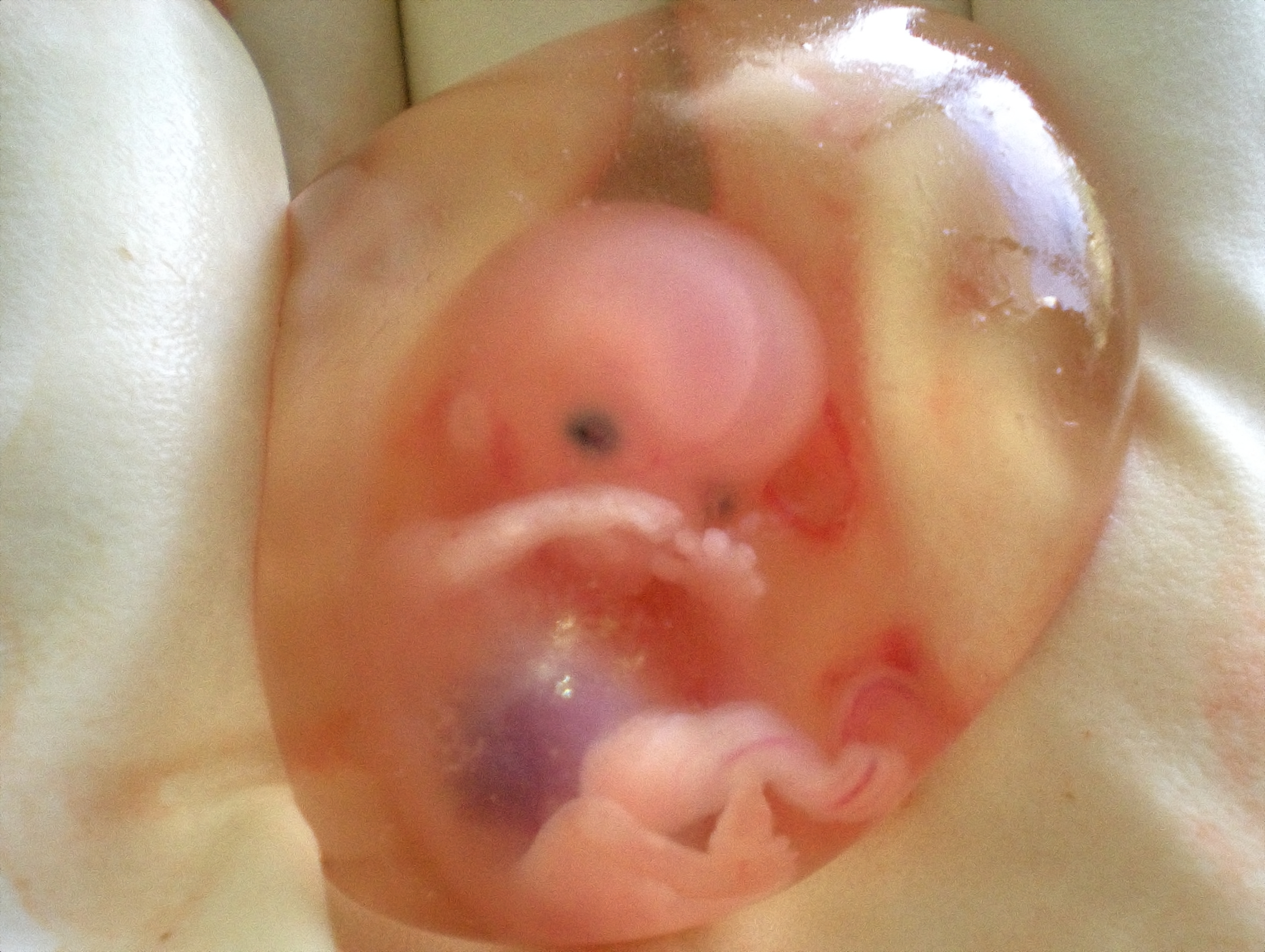
جنين إنسان عمره 10 أسابيع من الحمل محاط بالكيس السلوي والسائل الأمنيوسي

بزل السلى أو بزل السائل الأمنيوسي (بالإنجليزية: Amniocentesis)‏ هو اختبار آمن يشخص الشذوذات الصبغية والاضطرابات الوراثية للأجنة وفيه يستخدم الطبيب إبرة رفيعة ويقوم بإدخالها في بطن الحامل من اجل الحصول على عينة قليلة من السائل الأمنيوسي من خلال الكيس المحيط بالجنين داخل الرحم. ويقدم هذا الاختبار معلومات عن البنية الوراثية للجنين قبل ولادته وكذلك اكتشاف فيما إذا كانت الرئتان ناضجتين بشكل كافٍ للقيام بعملهما عند الولادة بشكل طبيعي.
ان السائل الأمنيوسي سائل صاف رائق يغلف الجنين داخل الرحم ويعمل كوسادة ضد الضربات والصدمات التي تحدث يوميا ويتكون معظم هذا السائل من إفرازات الجنين مثل البول وهو يحتوي على خلايا متناثرة من الجنين وفي حالة البزل الوراثي يمكن ان تجمّع عينة من هذه الخلايا وتنمّى في المختبر ثم من خلال هذه العينة يمكن فحص الصبغيات والمورثات لتحري أمراض شذوذ الصبغيات كمتلازمة داون مثلاً وعيوب الأنبوب العصبي.

## كيفية إجراء الاختبار
يجرى البزل الأمنيوسي الوراثي عادة بين الأسبوعين الثاني عشر والرابع عشر من الحمل حيث يحتوي الرحم في هذه المرحلة على كمية كافية من السائل الأمنيوسي والجنين لا يزال صغيراً وتزداد خطورة خسارة الحمل كمضاعفة من مضاعفات هذا الاختبار إذا تم إجراؤه مبكراً. اما البزل الأمنيوسي لتحري النضج فيجرى عندما يحتمل وجود سبب لتوليد الجنين قبل موعده المحدد حيث يوضح هذا الاختبار ما إذا كانت رئتا الجنين جاهزتين لولادته ويجرى عادة من الأسبوع الثاني والثلاثين فأكثر. ويمكن إجراء البزل الأمنيوسي في العيادة ولا يتطلب الإقامة في المستشفى. تبدأ عملية البزل الأمنيوسي بعد تحديد مكان الجنين بواسطة الاشعة الصوتية، حيث ينظف البطن بمادة مطهرة ثم يدخل الطبيب إبرة رفيعة ومجوفة عبر البطن إلى داخل الرحم ويقوم بتوجيه الإبرة من خلال الاشعة فوق الصوتية ويتم سحب السائل ومن ثم يتم سحب الإبرة إلى الخارج وتنتهي العملية. وهذه العملية ليست مؤلمة وترسل العينة إلى المختبر حيث تظهر بعض النتائج خلال ساعات قليلة أو أيام في حين ان فحص الصبغيات يستغرق من 7إلى 14 يوماً حيث ينبغي ترك الخلايا الجنينية تتكاثر لتصل إلى درجة كافية تسمح بإجراء الاختبار عليها.

## نتائج الاختبار
- يسمح البزل الأمنيوسي للمختبر بالبحث عن عدد وبنية كل زوج من الصبغيات لدى الجنين والتي يبلغ عددها 23 زوجاً من الصبغيات حيث تمكن الطبيب المعالج عن البحث عن الشذوذات الصبغية مثل متلازمة داون والتثلث الصبغي 13.
- الكشف عن عيوب الأنبوب العصبي وذلك بفحص عينة من السائل الأمنيوسي لتحري المستويات المرتفعة بشكل غير سوي من البروتين الجنيني- إلفا (AFP) حيث قد يشير ارتفاعه إلى وجود عيب في الأنبوب العصبي مثل السنسنة المشقوقة.
- الكشف عن الاضطرابات الوراثية حيث يمكن ان تفحص المادة الوراثية المأخوذة من الخلايا التي تجمع في أثناء البزل الأمنيوسي لكشف العديد من الاضطرابات الوراثية وهي حالات نادرة نسبياً تتضمن عيوباً في كيميائية الجسم اضطرابات الاستقلاب مثل التليف الكيسي ومتلازمة تاي ساكس ومرض أنيميا الخلايا المنجلية وكذلك الأمراض التي تنتقل إلى الجنين الذكر عن طريق الأم وهي الأمراض المرتبطة بالصبغي الجنسي X مثل حالات الضمور العضلي ومرض الهيموفيليا وداء هنتغتون.

## المخاطر والمضاعفات
ان البزل الأمنيوسي هو اختبار آمن نسبياً إلا أنه يحمل القليل من المخاطر منها:
- الإجهاض: يحمل البزل الأمنيوسي الذي يجرى قبل الأسبوع الرابع والعشرين من الحمل خطر حدوث الإجهاض بنسبة حالة واحدة من كل مئتي حالة بزل تقريباً (0.5%) في حين ان البزل الأمنيوسي الذي يجرى في المرحلة الأولى للحمل قبل الأسبوع الرابع عشر يحمل خطر حدوث الإجهاض بنسبة حالتين إلى خمس حالات من مئة حالة بزل تقريباً (2-5%) وتحدث معظم حالات الإجهاض هذه بسبب تمزق الكيس الأمنيوسي.
- ومن المضاعفات التي تلي هذا الأجراء فهو الإحساس بمغص ونزف أو بتسرب السائل الأمنيوسي حيث يحدث النزف بنسبة 2-3% من الحالات ويحدث تسرب السائل الأمنيوسي بنسبة 1% من الحالات تقريباً وتنتهي هذه المشاكل عادة دون علاج ونادراً ما تحدث العدوى.
- وقد يسبب البزل الأمنيوسي في حالات قليلة تدفقاً لدم الجنين في المجرى الدموي لدى الأم فإذا كانت فصيلة دم الأم من النوع السلبي العامل الريسوسي وكانت فصيلة دم الجنين من النوع الإيجابي العامل الريسوسي وحدث هذا التدفق الناجم عن البزل فإن ذلك قد يؤدي إلى داء العامل الريسوسي الذي يؤدي لتكسر دم الجنين ويحدث استسقاء للجنين وربما وفاته وعموماً إذا كانت الأم تحمل الفصيلة السالبة فإنها تعطى عقاراً مضاداً وهو الجلوبيولين المناعي للعامل الريسوسي (RhIg) لمنع حدوث التحسس المناعي.

## دقة الاختبار
مع ان البزل الأمنيوسي دقيق في تحديد أمراض وراثية معينة مثل متلازمة داون إلا انه لا يمكنه ان يحدد العيوب الخلقية كلها حيث انه لا يمكنه ان يكشف العيوب القلبية ولا حنف القدم ولا انشقاق الشفة والحنك وقد تقدم النتيجة الطبيعية للبزل الأمنيوسي اطمئناناً فيما يخص مشاكل وراثية معينة إلا أنها لا تضمن أن يكون الجنين خالياً من كل العيوب.

## بدائل
بدلاً من أخد السائل الأمنيوسي كعينة فإنه يتم أخذ عينة من الزغابات المشيمية لفحص النسيج الخلوي للمشيمة وهذه الزغابات المشيمية هي عبارة عن طبقة غشائية تدعى الكوريون تمتد عليه نتوءات صغيرة جداً شبيهة بالشعر تدعى الزغابات تعمل كطرق للعناصر الغذائية والأكسجين والأجسام المضادة التي تنتقل من الأم إلى الجنين وتشتمل هذه الزغابات على خلايا جنينية كاملة مع الحمض النووي المنزوع الأكسجين DNA للجنين.
وكما هي الحال في البزل الأمنيوسي يمكن للعينة المأخوذة من الزغابات المشيمية ان تكشف الشذوذات الصبغية والأمراض الوراثية الأخرى عند الجنين قبل ولادتة.

## بزل السائل الأمنيوسي والخلايا الجذعية
وقد اكتشف الدراسات الحديثة أن السائل الذي يحيط بالجنين يمكن أن يكون مصدرا غنيا للخلايا الجذعية.
ويعتقد أن استخدام الخلايا الجذعية المأخوذة من السائل الأمنيوسي الذي يحيط بالجنين سيكون أكثر فائدة من تلك التي يتم الحصول عليها من الأجنة بعد الولادة، هذه الخلايا الجذعية من شأنها أيضا أن تُستخدم لعلاج الجنين ذاته الذي استخلصت الخلايا من السائل الأمنيوسي الخاص به إن كان يعاني من أمراض معينة، مما يسهل على الأطباء تجنب إجراء تجارب نقل الخلايا الجذعية من متبرع إلى متلقي التي ثبتت مشاكلها العديدة وأعاقت حتى الآن كل محاولات استخدام الخلايا الجذعية مأخوذة من الجهات المانحة في العلاجات. ولكن تترد مخاوف في الوسط الطبي بين الناشطين المؤيدين للحياة من استغلال الأجنة للحصول على الخلايا دون الالتفات إلى الأضرار الواقعة على الجنين.
وقد أٌنشيء أول بنك للخلايا الجذعية المأخوذة من السائل الأمنيوسي في مدينة بوسطن بالولايات المتحدة الأمريكية.

## النظرة الاجتماعية والأخلاقية
قد يغير هذا الاختبار وما يشبهه من اختبارات من النظرة الاجتماعية والأخلاقية للأجنة ذوي والأمراض والإعاقات الخطيرة حيث يفتح الاختبار الباب على مصراعية للآباء للتحكم في حياة الأجنة قبل ولادتها ويتيح الفرصة لهم للتخلص من الأجنة المريضة أو المصابة بإعاقات وحرمانها من حق الحياة مما يصنع قلقًا عاطفيًا وأخلاقيًا داخل المجال الطبي.